# Église Saint-Flour du Pompidou
L'église Saint-Flour du Pompidou est une église catholique romaine située au Pompidou, en France.

## Localisation
L'église est située sur la commune du Pompidou, dans le département français de la Lozère.

## Historique
L'édifice est classé au titre des monuments historiques en 2003.